# Atletiek op de Paralympische Zomerspelen 2024 - Kogelstoten mannen F55
Het Kogelstoten voor mannen klasse F55 op de Paralympische Zomerspelen 2024 vond plaats op 30 augustus in het Stade de France. Deze klasse is voor atleten met onderbreking van de zenuwen in de lagere delen van de rug, zonder beenfunctie, volledige of bijna volledige rompbeweging, de alteten kunnen flikkeringen hebben van de heupflexor Dit is een gecombineerde klasse met F54. De winaar van 2020 was Wallace Santos uit Brazilië. hij werd in 2024 opgevolgd door Ruzhdi Ruzhdi uit Bulgarije, het zilver werd gedeeld door de Serviër Nebojsa Duric die in eerste instantie werd gediskwalifiseerd en de Iraniër Zafar Zaker die na terugdraaien van de diskwalificatie het zilver mocht houden, De Pool Lech Stoltman won de bronzen medaille.

## Records
Voorafgaand aan het toernooi waren dit de wereldrecords en Paralympische records.
| Wereldrecord        | F54 | Russische ploeg Sergei Sokulskii | 12.06 | Tokio  | 27 augustus 2021 |
| Paralympisch record | F54 | Russische ploeg Sergei Sokulskii | 12.06 | Tokio  | 27 augustus 2021 |
|                     |     |                                  |       |        |                  |
| Wereldrecord        | F55 | Bulgarije Ruzhdi Ruzhdi          | 12.68 | Parijs | 9 juli 2023      |
| Paralympisch record | F55 | Brazilië Wallace Santos          | 12.63 | Tokio  | 27 augustus 2021 |

## Uitslag
| Rang   | Kl. | Atleet           | Atleet | #1    | #2    | #3    | #4    | #5    | #6    | Resultaat | Bijz. |
| ------ | --- | ---------------- | ------ | ----- | ----- | ----- | ----- | ----- | ----- | --------- | ----- |
| Goud   | F55 | Ruzhdi Ruzhdi    | BUL    | 12.36 | 11.96 | 12.40 | 12.34 | 12.02 | 12.27 | 12.40     | SB    |
| Zilver | F55 | Nebojsa Duric    | SRB    | 11.69 | 11.98 | 11.47 | 11.93 | 11.77 | 11.95 | 11.98     | SB    |
| Zilver | F55 | Zafar Zaker      | IRI    | 11.56 | 11.88 | 11.73 | 11.55 | 11.77 | 11.83 | 11.88     |       |
| Brons  | F55 | Lech Stoltman    | POL    | 11.81 | x     | 11.72 | 11.68 | 11.59 | 11.52 | 11.81     |       |
| 4      | F55 | Wallace Santos   | BRA    | 11.10 | 11.10 | 11.41 | 11.68 | 11.43 | 11.41 | 11.68     |       |
| 5      | F55 | Olokhan Musayev  | AZE    | 11.13 | 11.22 | x     | 11.44 | 11.41 | 11.35 | 11.44     | SB    |
| 6      | F55 | Hamed Amiri      | IRI    | 10.60 | x     | 10.83 | 10.96 | 11.08 | 11.36 | 11.36     |       |
| 7      | F55 | Damian Ligeza    | POL    | 11.18 | 11.01 | 10.78 | 10.68 | 10.84 | 10.71 | 11.18     |       |
| 8      | F55 | Sargis Stepanyan | ARM    | 10.06 | 10.20 | 9.87  | 9.96  | 10.41 | 10.19 | 10.41     |       |
| 9      | F54 | Ivan Revenko     | NPA    | 8.58  | 8.45  | 9.18  | 7.95  | 9.17  | 9.16  | 9.18      |       |
| 10     | F55 | Fadi Aldeeb      | PLE    | 8.59  | 8.63  | 8.81  | 8.47  | 8.63  | 8.30  | 8.81      | SB    |